# Étienne de Durazzo
 (mai 2025).
Étienne de Durazzo (1328 - 1380) était un noble italien.

## Biographie
Il est le 4e fils du duc Jean de Durazzo et d'Agnès de Périgord. Il est donc le petit-fils du roi Charles II de Naples et le descendant agnatique du roi de France Louis VIII père de Saint-Louis.
Il devint croisé au Portugal, où en 1340 il s'engagea dans la Reconquista et participa aux côtés de son cousin Alphonse IV à la bataille du Salado contre les Sarasins.
Au Portugal, il est connu sous le nom d'Estêvão de Nápoles (Stefano di Napoli), s'est marié et a eu un fils, João Esteves, qui de Catarina Esteves eut un fils naturel, Leonardo Esteves, marié avec Margarida Anes, donnant ainsi naissance à la famille portugaise de de Nápoles ou da Veiga de Nápoles ; cette généalogie est contestée par certains lignagistes.